# Campeonato Europeo de Judo de 1966
El XIV Campeonato Europeo de Judo se celebró en Luxemburgo (Luxemburgo) entre el 6 y el 7 de mayo de 1966 bajo la organización de la Unión Europea de Judo (EJU) y la Federación Luxemburguesa de Judo.

## Medallistas

### Masculino
| Evento            | Oro                            | Plata                       | Bronce                                                 |
| ----------------- | ------------------------------ | --------------------------- | ------------------------------------------------------ |
| –63 kg            | Serguei Suslin URSS            | Jean-Claude Meslaye Francia | Serge Feist · Francia · Theo Klein · Países Bajos      |
| –70 kg            | Oleg Stepanov URSS             | Czesław Łaksa · Polonia     | Joachim Schröder RDA Aron Bogoliubov URSS              |
| –80 kg            | Peter Snijders · Países Bajos  | Vladimir Pokatayev URSS     | Martin Poglajen · Países Bajos · Gueorgui Kotik · URSS |
| –93 kg            | Joop Gouweleeuw · Países Bajos | Peter Herrmann RFA          | Anzor Kibrotsashvili URSS Anatoli Yudin URSS           |
| +93 kg            | Willem Ruska · Países Bajos    | Parnaoz Chikviladze URSS    | Günther Monczyk RFA David Peake Reino Unido            |
| Categoría abierta | Anzor Kiknadze URSS            | Alfred Meier RFA            | Klaus Hennig RDA Vladimir Saunin URSS                  |

## Medallero
| Núm. | País         | Oro | Plata | Bronce | Total |
| ---- | ------------ | --- | ----- | ------ | ----- |
| 1    | URSS         | 3   | 2     | 5      | 10    |
| 2    | Países Bajos | 3   | 0     | 2      | 5     |
| 3    | RFA          | 0   | 2     | 1      | 3     |
| 4    | Francia      | 0   | 1     | 1      | 2     |
| 5    | Polonia      | 0   | 1     | 0      | 1     |
| 6    | RDA          | 0   | 0     | 2      | 2     |
| 7    | Reino Unido  | 0   | 0     | 1      | 1     |
|      | TOTAL        | 6   | 6     | 12     | 24    |